# NGC 2160
NGC 2160 ist ein offener Sternhaufen im Sternbild Dorado in der Großen Magellanschen Wolke.
Das Objekt wurde am 30. Dezember 1836 von John Herschel entdeckt.